# Otto Gebühr

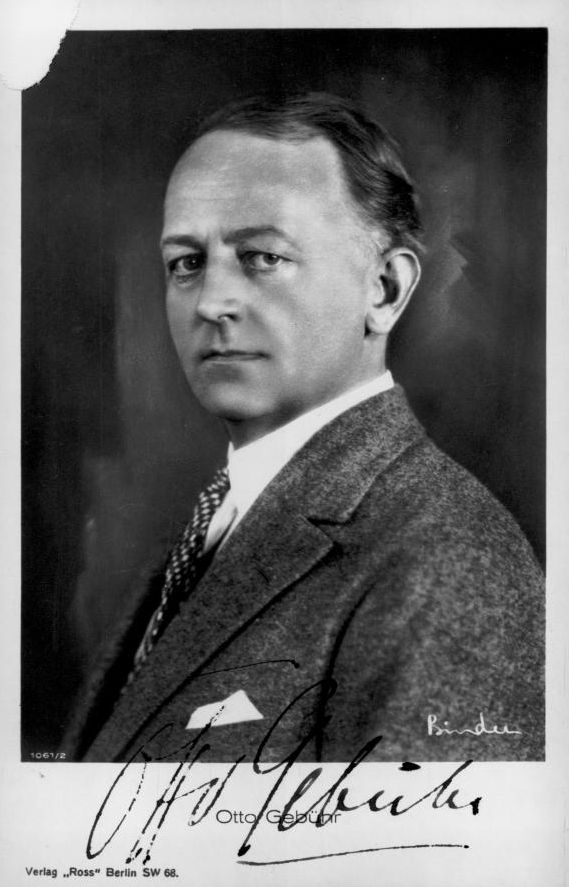
Otto Gebühr, Fotografie (um 1928) von Alexander Binder

Otto Gebühr (* 29. Mai 1877 in Kettwig/Ruhr; † 13. März 1954 in Wiesbaden) war ein deutscher Schauspieler. Berühmt wurde er in der Rolle des Preußenkönigs Friedrich des Großen, die er zwischen 1920 und 1942 in zwölf Filmen spielte.

## Leben
Gebühr war der Sohn des Fabrikbesitzers Otto Gebühr und dessen Ehefrau Fanny Mathilde, geborene Moll und sollte eigentlich Kaufmann werden. Aufgewachsen in Hülsenbusch, einem Stadtteil von Gummersbach, sowie nach dem Tod des Vaters in Köln, besuchte er in Köln ab 1883 die Bürgerschule Friesenstraße, ab 1887 das Realgymnasium und ab 1890 das Friedrich-Wilhelm-Gymnasium. Danach absolvierte er eine kaufmännische Ausbildung in der Wollgroßhandlung M. Michels & Co.
Ab 1896 war Gebühr als Korrespondent bei Hergersberg & Co. in Berlin tätig. Nebenbei nahm er Schauspielunterricht. Er verdiente sein Geld zunächst als Wanderschauspieler, bis er eine Anstellung beim Stadttheater Görlitz bekam, wo er 1897 debütierte. Von 1898 bis 1908 wirkte er am Königlichen Hoftheater Dresden, dann am Lessingtheater in Berlin.
Während des Ersten Weltkriegs war Gebühr Kriegsfreiwilliger beim 3. Garde-Feldartillerieregiment und brachte es bis zum Leutnant. Danach arbeitete er 1917 bis 1919 bei Max Reinhardt am Deutschen Theater Berlin. Zur selben Zeit begann auch seine Filmarbeit, vermittelt durch seinen Schauspielkollegen Paul Wegener.
Otto Gebühr fand aufgrund seiner Ähnlichkeit zu Friedrich dem Großen seine Lebensrolle in zahlreichen Filmen, die zunächst antirepublikanisches, nach 1933 nationalsozialistisches Gedankengut transportierten. Er spielte diese Rolle erstmals in dem 1919 gedrehten Film Die Tänzerin Barberina. Im darauffolgenden Jahr begannen bereits die Dreharbeiten zu dem vierteiligen Film Fridericus Rex, in dem die Geschichte des Preußenkönigs erstmals im Mittelpunkt steht. Die Rolle des Preußenkönigs bestimmte seine gesamte Laufbahn als Filmschauspieler. 1938 erhielt er den Titel Staatsschauspieler.
Während des Dritten Reiches galt er als „unabkömmlicher Kulturschaffender“. Er spielte (wieder als Friedrich II.) die Hauptrolle in dem propagandistischen Monumentalfilm Der große König (1940/42). Im Jahr 1944 wurde er von Joseph Goebbels auf die Gottbegnadeten-Liste der unverzichtbaren Künstler gesetzt.
Nach 1945 erhielt Gebühr Auftrittsverbot; einige seiner Filme wurden indiziert. Ab 1947 trat Gebühr wieder im Theater auf. Bis zu seinem Tod spielte er in Unterhaltungsfilmen (Heimatfilmen), so auch wieder unter der Regie von Veit Harlan. Er war ab 1910 mit Cornelia Bertha Julius verheiratet, Mutter seiner Tochter Hilde Gebühr (1910–1945), die ebenfalls Schauspielerin wurde. Von 1942 bis 1950 war die Schauspielerin Doris Krüger (1913–1950) seine zweite Ehefrau. Aus dieser Ehe stammt sein Sohn, der Prähistoriker Michael Gebühr (1942–2021).

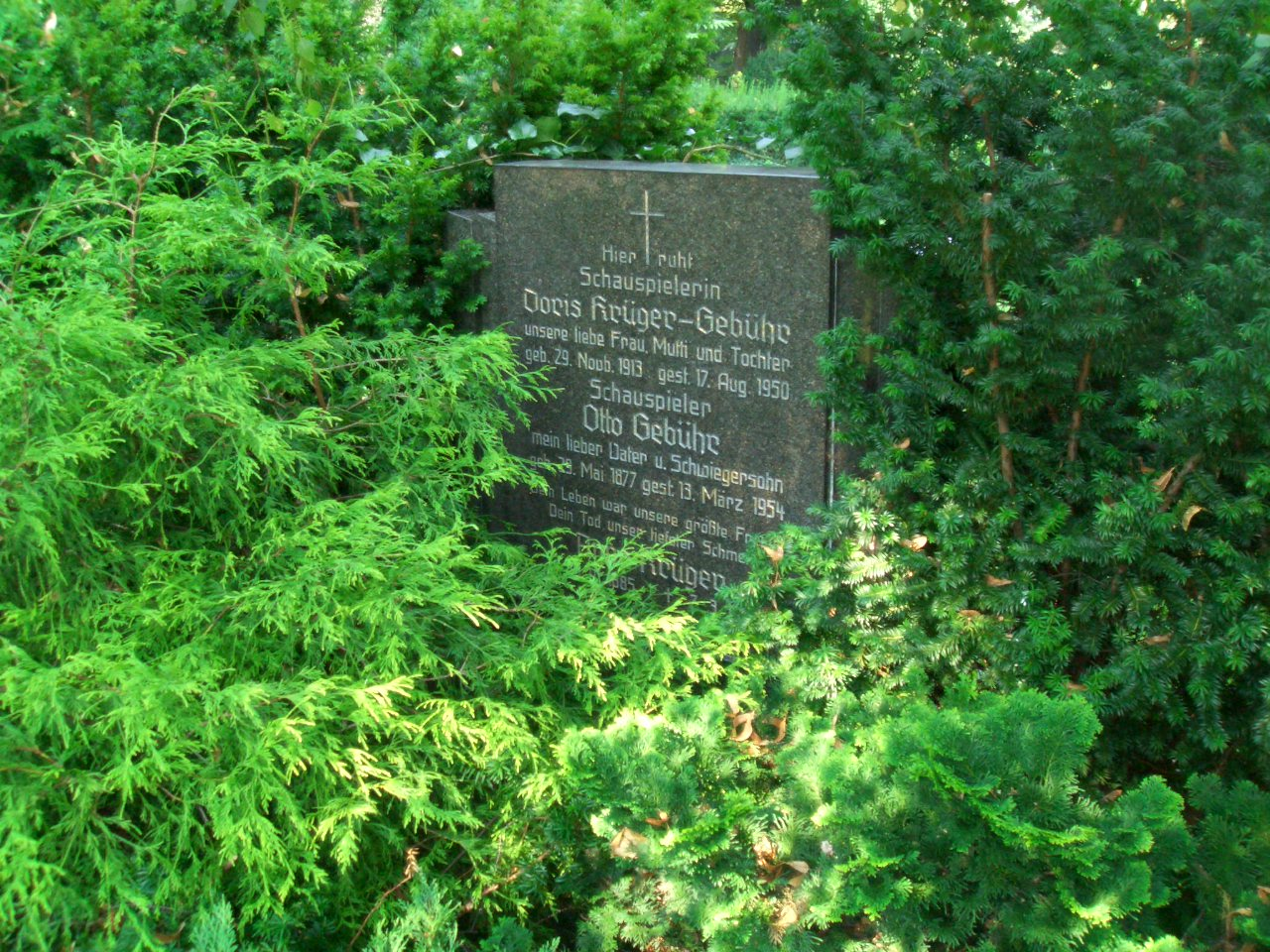
Ehemaliges Grab

Gebühr verbrachte die Sommer lange Jahre in Kloster auf Hiddensee, in der Nähe des Feriendomizils von Gerhart Hauptmann.
Otto Gebühr starb vor dem Abschluss der Dreharbeiten zu dem Film Rosen-Resli an einem Herzinfarkt. Er wurde auf dem Sophien-Friedhof III in Berlin-Gesundbrunnen beigesetzt. Sein Grab war bis zum Jahr 2014 als Ehrengrab der Stadt Berlin gewidmet.
Sein schriftlicher Nachlass befindet sich im Archiv der Akademie der Künste in Berlin.

## Filmografie

### Als Friedrich der Große
- 1920: Die Tänzerin Barberina
- 1921–1923: Fridericus Rex

Teil 1 – Sturm und Drang
Teil 2 – Vater und Sohn
Teil 3 – Sanssouci
Teil 4 – Schicksalswende
- 1926: Die Mühle von Sanssouci
- 1928: Der alte Fritz, 1. Teil: Friede
- 1928: Der alte Fritz, 2. Teil: Ausklang – Regie: Gerhard Lamprecht
- 1930: Das Flötenkonzert von Sans-souci
- 1932: Die Tänzerin von Sanssouci
- 1933: Der Choral von Leuthen
- 1936: Heiteres und Ernstes um den großen König
- 1936: Fridericus
- 1937: Das schöne Fräulein Schragg
- 1940/42: Der große König

### Auswahl
- 1917: Veilchen Nr. 4
- 1917: Der Richter
- 1918: Die Börsenkönigin
- 1919: Verrat und Sühne – Regie: Max Mack
- 1919: Der Flimmerprinz – Regie: Max Mack
- 1919: Sündiges Blut – Regie: Max Mack
- 1920: Das Mädchen aus der Ackerstraße. 1. Teil
- 1920: Der Menschheit Anwalt – Regie: Otto Rippert
- 1920: Das Wüstengrab – Regie: Karl Heiland
- 1920: Drei Nächte – Regie: Carl Boese
- 1920: Whitechapel. Eine Kette von Perlen und Abenteuern
- 1920: Abend – Nacht – Morgen
- 1920: Der Golem, wie er in die Welt kam
- 1922: Sterbende Völker (2 Teile)
- 1923: Gobseck
- 1923: Der Geldteufel
- 1923: Wilhelm Tell
- 1924: Ich hatt' einen Kameraden – Regie: Hans Behrendt – Hauptrolle und Produktion
- 1924: Neuland oder Das glückhaft Schiff – Regie: Hans Behrendt – Hauptrolle (Christoph Kolumbus) und Produktion
- 1924: Sein Chef – Regie: Hans Behrendt – Hauptrolle und Produktion
- 1924: Die Perücke
- 1925: Die eiserne Braut
- 1925: Leidenschaft – Die Liebschaften der Hella von Gilsa – Regie: Richard Eichberg[8]
- 1925: Die Gesunkenen
- 1926: In Treue stark – Regie: Heinrich Brandt
- 1926: Die Sporck'schen Jäger – Regie: Holger-Madsen
- 1927: Die heilige Lüge
- 1929: Waterloo
- 1929: Die keusche Kokotte
- 1930: Der Detektiv des Kaisers – Regie: Carl Boese
- 1931: Der Erlkönig – Regie: Peter Paul Brauer, Marie-Louise Iribe
- 1938: Nanon
- 1938: Frauen für Golden Hill
- 1939: Die barmherzige Lüge – Regie: Werner Klingler
- 1940: Casanova heiratet
- 1940: Bismarck
- 1941: Kopf hoch, Johannes!
- 1941/43: Nacht ohne Abschied – Regie: Erich Waschneck
- 1942: Viel Lärm um Nixi – Regie: Erich Engel
- 1943: Wenn der junge Wein blüht – Regie: Fritz Kirchhoff
- 1943: Fritze Bollmann wollte angeln – Regie: Volker von Collande
- 1943: Immensee
- 1943: Die goldene Spinne
- 1945: Der Erbförster
- 1947: … und über uns der Himmel
- 1949: Der Bagnosträfling
- 1950: Drei Mädchen spinnen
- 1950: Die Lüge
- 1950: Melodie des Schicksals
- 1951: Unsterbliche Geliebte
- 1951: Dr. Holl
- 1951: Grün ist die Heide
- 1951: Sensation in San Remo
- 1951: Das ewige Spiel
- 1951: Stips
- 1951: Wenn die Abendglocken läuten
- 1952: Fritz und Friederike
- 1952: Mein Herz darfst Du nicht fragen
- 1952: Wenn abends die Heide träumt
- 1952: Des Teufels Erbe
- 1952: Tausend rote Rosen blühn
- 1952: Oh, du lieber Fridolin
- 1953: Hab’ Sonne im Herzen
- 1953: Rote Rosen, rote Lippen, roter Wein
- 1953: Sterne über Colombo
- 1953: Vati macht Dummheiten
- 1953: Straßenserenade
- 1953: Die Gefangene des Maharadscha
- 1953: Die blaue Stunde
- 1954: Meines Vaters Pferde II. Teil Seine dritte Frau
- 1954: Der Mann meines Lebens
- 1954: Sauerbruch – Das war mein Leben
- 1954: Rosen-Resli